# Aurlandsfjord
De Aurlandsfjord is een zijarm van de Sognefjord gelegen in de Noorse provincie Vestland.
De fjord is ongeveer 29 km lang en loopt door de gemeenten Vik, Laerdal en Aurland. Op ongeveer 11 km van de inlaat vertakt hij naar het zuidwesten in de Nærøyfjord, terwijl de Aurlandsfjord zelf verder naar het zuidoosten en daarna naar het zuidwesten afbuigt. De fjord is diep en smal, met een diepte van 962 m beneden zeeniveau en een breedte van maximaal 2000 m. Het grootste deel van de fjord is omringd door bergen tot 1.800 m hoog met steile bergflanken, waardoor er slechts in enkele smalle zijdalen bewoning mogelijk is.
De fjord eindigt bij het plaatsje Flåm, waar het riviertje Flåmselvi erin uitstroomt. Andere plaatsjes langs de oevers van de fjord zijn Aurlandsvangen en Undredal.
Circa 6 kilometer buiten Aurland, aan de weg RV 243, bevindt zich een uitzichtpunt op de Aurlandsfjord, Stegastein genaamd.
Een deel van de fjord staat samen met de Nærøyfjord op de Werelderfgoedlijst van UNESCO.

## Verkeer en vervoer
Er vaart een autoveer tussen Gudvangen, Aurland en Flåm.
Vanuit Flåm vertrekt de Flåmsbana-treinbaan tussen Flåm en Myrdal, een van de steilste treintrajecten ter wereld.